# Rio Novo (vattendrag i Brasilien, Goiás)
Rio Novo är ett vattendrag i Brasilien.   Det ligger i delstaten Goiás, i den centrala delen av landet, 210 km väster om huvudstaden Brasília.
Omgivningarna runt Rio Novo är huvudsakligen savann. Runt Rio Novo är det ganska glesbefolkat, med 34 invånare per kvadratkilometer.